# Obița
Obița – wieś w Rumunii, w okręgu Caraș-Severin, w gminie Cornereva. W 2011 roku liczyła 55 mieszkańców. 